# Rosh Penin
Rosh Penin a Star Wars Jedi Knight: Jedi Academy játék egyik szereplője.
Rosh egy (ember/férfi) jedi tanonc, aki Y. u. 14 környékén lépett be az Új Jedi Rendbe. Hamar összebarátkozott Jaden Korral, egy tanonctársával, akivel közösen Kyle Katarn mester felügyelete alatt kezdték meg pályafutásukat. Már a kiképzés alatt megmutatkozott Rosh fegyelmezetlensége, mikor majdnem megölette Jadent egy fénykardot forgató kiképző droiddal. Kyle tanácsára Jaden megbocsátott neki és folytatták a kiképzésüket.
Rövidesen hatalomvágya is egyre erősebb lett, amikor egy másik jedi tanoncnak panaszkodott arról, hogy Kyle még mindig kezdőként kezeli, és nem hagyja, hogy hatalmasabb legyen. Később egy átlagos küldetésén hosszabb időre nyom nélkül eltűnt, de Luke Skywalker megérezte, hogy még életben van.
Ezek után Kyle Katarn és Jaden Korr elmentek, hogy felkutassanak egy veszélyes sith aktivitást a Vjun bolygón. Itt Darth Vader kastélyában Jaden összefutott a már sötét oldalra csábított Rosh-sal. Egy vérre menő kardpárbajban Jaden legyőzte Rosht és mikor Kyle is befutott, megjelent Tavion Axmis, Desann volt tanítványa (aki átcsábította Rosht) és elmentek a kastélyból, de előtte rászakították a plafont a két jedire, kis híján megölve őket.
Később a Taspir III nevű bolygón Jaden (már jedi lovagként) megkereste Rosht, aki bűnbánóan bizonygatta, hogy otthagyta a sötét oldalt, de Jadent elöntötte a dühe és majdnem végett vele, szerencsére Rosh és Kyle lecsillapította a dühét és megkegyelmezett neki. Már mentek volna el, amikor Alora (Tavion tanítványa) egy hirtelen mozdulattal levágta Rosh bal karját. Jaden legyőzte Alorát és átadta haldokló társát Katarn mesternek. Mikor Jaden legyőzte a Ragnos szellemével megrontott Taviont, visszatért Roshoz, és ismét jó barátok lesznek.
A nem hivatalos végigjátszásban Jaden engedett a dühének és leszúrta Rosht és ezzel a lépésével átállt a sötét oldalra. Ezek után Rosh a mestere szeme láttára jediként vált eggyé az Erővel.